# Рађевићи (Рогатица)
Рађевићи су насељено мјесто у општини Рогатица, Република Српска, БиХ. Према попису становништва из 2013. у насељу је живјело 22 становника.
Овдје се налази Храм Рођења Светог Јована Крститеља у Рађевићима.

## Становништво
| Демографија | Демографија | Демографија |
| Година      | Становника  | Становника  |
| ----------- | ----------- | ----------- |
| 1971.       | 183         |             |
| 1981.       | 120         |             |
| 1991.       | 57          |             |
| 2013.       | 22          |             |